# 第5回立法院議員総選挙
第5回立法院議員総選挙（だい5かいりっぽういんぎいんそうせんきょ）は、1960年11月13日に行われた琉球政府の立法院議員選挙である。

## 選挙データ

### 公示日
- 1960年10月24日

### 投票日
- 1960年11月13日

### 議席数
- 29議席

### 選挙制度
- 小選挙区制

### 有権者数
- 448,887人
（男性：202,356人、女性：246,531人）

### 立候補者数
- 80人

## 主な争点
行政主席の選出方法が、立法院第一党の党首から選出される「第一党方式」になり、当間重剛の後を継いだ大田政作主席は、この総選挙で過半数を占めるのが課題となった。
大田は主席就任と同時に、沖縄自由民主党の総裁に就任し、党組織を強化し選挙に臨んだ。
一方、野党の沖縄社会大衆党や沖縄人民党がどれだけ議席を伸ばすのかが注目された。

## 選挙結果

### 投票率
- 84.72%

### 当選者
- 第1区 - 新里清篤
- 第2区 - 新垣安助
- 第3区 - 大城健一
- 第4区 - 山川泰邦
- 第5区 - 岸本永幸
- 第6区 - 伊芸徳一
- 第7区 - 嘉陽宗一
- 第8区 - 当銘由憲
- 第9区 - 中村栄春
- 第10区 - 知花英夫

- 第11区 - 桑江朝幸
- 第12区 - 平良幸市
- 第13区 - 桃原正賢
- 第14区 - 知念朝功
- 第15区 - 翁長助静
- 第16区 - 古堅実吉
- 第17区 - 伊良波長幸
- 第18区 - 阿波根直英
- 第19区 - 宇久真成
- 第20区 - 田原秀忠

- 第21区 - 長嶺秋夫
- 第22区 - 上原重蔵
- 第23区 - 外間長賢
- 第24区 - 瑞慶覧長仁
- 第25区 - 真栄城徳松
- 第26区 - 下里恵良
- 第27区 - 長浜清栄
- 第28区 - 大浜信賢
- 第29区 - 森田次郎

### 党派別獲得議席
| 党派           | 得票数  | 得票率 | 議席 |
| -------------- | ------- | ------ | ---- |
| 沖縄自由民主党 | 181,961 | 48.36% | 22   |
| 沖縄社会大衆党 | 117,720 | 31.29% | 5    |
| 沖縄人民党     | 41,114  | 10.93% | 1    |
| 沖縄社会党     | 9,981   | 2.65%  | 0    |
| 国民党         | 4,495   | 1.20%  | 0    |
| 無所属         | 20,970  | 5.57%  | 1    |

出：表「党派別当選者数および得票数」、沖縄タイムス編集『沖縄年鑑』1969（昭和44年）復刻版、466頁 
選挙の結果、保守勢力を結集した沖縄自民党が29選挙区中22選挙区で勝利し、圧勝する結果となった。これは革新系の社大党と人民党、社会党の3党が共闘体制を組むことができず独自に候補を擁立したことが、自民党へ有利に作用したことが大きく影響している。